# マイナビ文庫
マイナビ文庫（マイナビぶんこ、MYNAVI BUNKO）は、マイナビ出版が発行する文庫レーベル。2015年9月以前はマイナビが発行していた。

## 概要
2013年9月18日、マイナビの創立40周年を機として創刊された。
コンセプトは、ポケットサイズの自分ナビである。ビジネス、女性実用、趣味・実用、PCの4つのジャンルをカバーする生活関連の実用文庫である。仕事をする上で困ったとき、生活の中で迷いを感じてヒントを求めているときや、ちょっとした雑学や話の種を仕入れたいときなど、暮らしのいろいろなシーンで役に立つ情報を様々な切り口で発信していくことを目標をしている。主に、読者から過去に好評を得た実用書を、コンパクトな文庫サイズにして発刊している。
初回は6点を同時に発刊、以降は毎月18日頃に2 - 4点ずつ発刊されている。カバーに、マイナビ（my navi）のmとnをかたどったロゴマークが入っている。

## 刊行リスト
| タイトル                                                            | 著者                     | 発行年月   |
| ------------------------------------------------------------------- | ------------------------ | ---------- |
| あなたの恋愛がうまくいかない本当の理由 傷ついた心を癒す恋愛セラピー | 阿妻靖史                 | 2013年10月 |
| アプリに効くサプリ エクセル関数ポケットブック                       | ポケットブック編集部     | 2013年9月  |
| Windows8.1ポケットブック パソコンに効くサプリ                       | ポケットブック編集部     | 2013年12月 |
| 江戸落語の舞台を歩く 東京まち歩き手帖                               | 河合昌次                 | 2013年11月 |
| お腹がやせる「体幹」体操                                            | 谷本道哉・石井直方       | 2014年1月  |
| 親子でまなぶ 季節行事とマナーの基本                                 | クレア                   | 2013年11月 |
| 今日はパンの日 4つの生地でつくるアレンジパンレシピ53                | 荻山和也                 | 2014年2月  |
| きれいのココロ                                                      | おのころ心平             | 2013年9月  |
| クイズで楽しむ三国志仰天エピソード210                               | 三国志クイズ学会         | 2014年5月  |
| 言葉ひとつで選手は変わる！「ホントのウソ」の野球論                  | 小野平                   | 2013年11月 |
| サッカー戦術が簡単に分かる本                                        | 西部謙司・北健一郎       | 2014年5月  |
| 幸せを導くパワーストーン事典 運命に働きかける106の神秘の石          | CR＆LF研究所             | 2014年6月  |
| 脂肪が燃える「体幹」トレーニング                                    | 谷本道哉・石井直方       | 2014年3月  |
| 人生がうまくいく！「動じない心」の作り方                            | 植西聰                   | 2013年9月  |
| 人生が100倍楽しくなる名前セラピー                                   | ひすいこたろう・山下弘司 | 2014年2月  |
| 絶対大丈夫！しあわせの教科書 みるみる幸運を呼び込む魔法の習慣       | 高津理絵                 | 2014年3月  |
| 伊達式若返る食べ方                                                  | 伊達友美                 | 2014年6月  |
| 魂を浄化するソウル・セラピー 不安や迷いのない人生を手に入れる       | 上田佳穂                 | 2014年1月  |
| 地図から消えた東京物語 ～新旧地図で比較する80年代と"いま"～         | アイランズ               | 2013年9月  |
| 東京発祥の地めぐり TOKYOマニアックガイド                            | アイランズ               | 2013年10月 |
| 年下の彼を手に入れる方法 実例に見る「年下オトコの落とし方」         | 田中ひろみ               | 2013年11月 |
| 配色イマジネーション事典                                            | 笹本みお                 | 2013年9月  |
| B型妻とA型夫 ドタバタ夫婦コミックエッセイ                           | たかぎりょうこ           | 2013年10月 |
| 美肌になる栄養セラピー キレイをつくる「食べ方」バイブル             | 定真理子・山本博意       | 2013年10月 |
| 瞑想で始める しあわせ浄化生活                                       | 宝彩有菜                 | 2013年9月  |
| 夢をかなえる天使事典 光へ導く82の天使とマスターたち                 | CR＆LF研究所             | 2014年4月  |
| 読めそうで読めない漢字 思わず誰かに話したくなる 森羅万象の巻        | 日本語考究会             | 2014年4月  |
| 40歳からはじめる！最強の若返り生活。                                | 吉川敏一                 | 2013年12月 |